# 嘉永事件
嘉永事件（かえいじけん）は、嘉永4年（1851年）2月場所中に番付外の力士が相撲会所（現在の相撲協会)に対し、本場所を欠場した事件。大相撲始まって以来のストライキとされる。

## 経緯
嘉永3年（1850年）2月場所で引退した横綱秀ノ山雷五郎は現役時代から部屋を持ち、中改め（現在の勝負審判）に就任し、相撲会所内での実力者となった。当時の相撲界は劔山と鏡岩の両大関が鎬を削り、盛り上がりを見せたため、力士を志願する者が後を絶たず、番付外の本中だけで百名を超えた。秀ノ山が引退した翌年の嘉永4年2月場所では、これまで通り1日おきで取らせれば時間がかかってしまうため、2日おきや3日おきで土俵に上がる力士が多くなった。土俵に上がる機会が少なくなればそれだけ出世が遅くなることになった。そのような中、秀ノ山は自分の弟子にはこれまで通り1日おきに土俵に上がらせた。このような措置に対し、他の新弟子は「不公平な措置をやめるよう」相撲会所に要求したが聞き入れられず、回向院に立てこもって本場所を欠場した。この本中力士の行動に対し相撲会所は五日目は番付外の相撲は本中を抜かして相中と前相撲から取らせた。これを聞いた本中力士たちは「秀ノ山を殺して逐電するしかない」といきり立ち、手に竹槍を持ち、草鞋を履き、旅支度を整え回向院に集結した。このような本中力士たちの行動に相撲会所幹部も驚き、秀ノ山を説き伏せ、秀ノ山自ら回向院に出向き、「今後、こうした不公平なことはしない」と頭を下げたため、立てこもった力士も矛を納め、流血の事態は回避された。
なお、この場所は雨天続きのため五日目で打ち切りとなった。